# غرايم ستورم
غرايم ستورم (بالإنجليزية: Graeme Storm)‏ هو لاعب غولف بريطاني، ولد في 13 مارس 1978 في هارتلبول في المملكة المتحدة.

## وصلات خارجية
- الموقع الرسمي
- غرايم ستورم على موقع رابطة أوروبا للاعبي الغولف المحترفين (الإنجليزية)
- غرايم ستورم على موقع التصنيف العالمي الرسمي للغولف (الإنجليزية)